# Pier Augusto Stagi
Pier Augusto Stagi (Torino, 1º maggio 1962) è un giornalista italiano.

## Biografia
Ha lavorato in passato per l'Unità e La Notte, testate per le quali ha seguito i mondiali di calcio di Italia 1990 e Stati Uniti 1994 nonché varie edizioni del Giro d'Italia e del Tour de France. Dal 2000 scrive di ciclismo per il Giornale, Avvenire e Il Sole 24 Ore. Dal 2007, inoltre, è la voce ciclistica di Radio 24.
Dal maggio 1995 è direttore del mensile specializzato tuttoBICI; dirige inoltre i siti web correlati tuttobiciweb.it, dal marzo del 2004, e tuttobicitech.it, dal marzo del 2014. Dal 2023 cura l'Almanacco del ciclismo.
Contemporaneamente all'attività giornalistica, dal 1995 al 1997, sotto la presidenza di Raffaele Carlesso, è stato capo ufficio stampa della Federazione Ciclistica Italiana. Dal maggio 2023 è presidente del Gruppo Lombardo Giornalisti Sportivi dell'USSI.

## Opere
- Il calcio (con Paolo Maldini), Sperling & Kupfer, 1996 (collana "I campioni insegnano")
- Il ciclismo (con Marco Pantani), Sperling & Kupfer, 1997 (collana "I campioni insegnano")
- Gentili signore e signori, buongiorno (con Adriano De Zan), Baldini Castoldi Dalai editore, 1999
- Cubetti di gloria - Mapei: storia e leggende di una squadra che ha cambiato il ciclismo (con Angelo Costa e Cristiano Gatti), Prima Pagina Edizioni, 2003
- Colnago - La bicicletta, Prima Pagina Edizioni, 2007
- Colnago - La bicicletta, Seconda Edizione, Prima Pagina Edizioni, 2011
- Darimec - Una famiglia da cinquant'anni in movimento, Prima Pagina Edizioni, 2011
- Liquigas - 2005-2012: otto anni di sport e passione, Prima Pagina Edizioni, 2012
- La passione fa novanta - Saltara, Polisportiva A. Omicioli: 1923-2013 (con Paolo Broggi), Grapho 5, 2014
- Dino Signori "Dalla testa ai piedi", Prima Pagina Edizioni, 2014
- Un Giro intorno a me (con Ennio Doris), Sperling & Kupfer, 2015
- Campioni miei (con Ennio Doris), edizioni Il Giornale, 2016
- 100 storie un Giro (con Ennio Doris), Mondadori, 2017
- Coppi e Bartali, (con Ennio Doris) Solferino, 2019
- Ennio Doris, 80 anni di ottimismo, Mondadori, 2020
- Molteni, storia di una famiaglia e di una squadra. Prima Pagina Edizioni, 2021
- Salvatore Ligresti, l’ingegnere, Mondadori, 2022
- Luca Guercilena "da ZERO a UNO". Prima Pagina Edizioni, 2025